# Herbert Simoleit
Herbert Simoleit (* 22. Mai 1908 in Berlin; † 13. November 1944 in Halle) war ein deutscher römisch-katholischer Priester, Widerstandskämpfer gegen den Nationalsozialismus und Märtyrer.

## Leben
Nach einer Kindheit in wirtschaftlicher Not besuchte Herbert Simoleit im Alter von 25 Jahren das Priesterseminar in Fulda und wurde 1939 zum Priester geweiht. Er wirkte danach als Kaplan zunächst in Greifswald, dann ab 1941 in Stettin. Er wurde dort mit anderen bei vertrauten Gesprächen, in denen sie offen ihre Meinung über das NS-Regime geäußert hatten, von der Gestapo bespitzelt und daraufhin in der Nacht vom 4. zum 5. Februar 1943 verhaftet („Fall Stettin“).
Mit der Begründung: „Zersetzung der Wehrkraft und Rundfunkverbrechen“ sowie in einem Fall „Feindbegünstigung“ wurde er mit Provikar Carl Lampert und Pater Friedrich Lorenz am 13. November 1944 hingerichtet.

## Gedenken

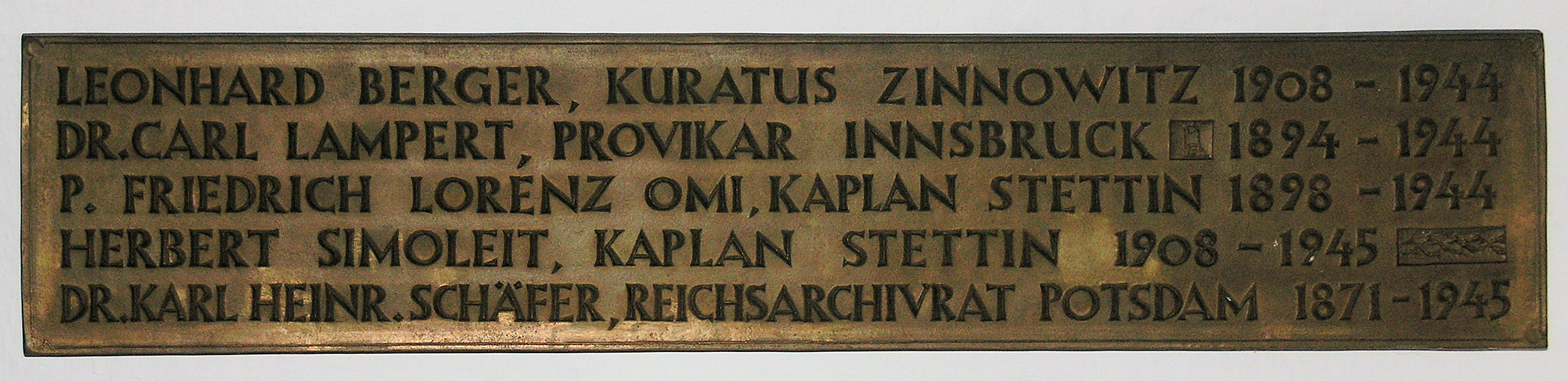
Gedenktafel der Martyrer der NS-Zeit in der Krypta der Sankt-Hedwigs-Kathedrale in Berlin-Mitte

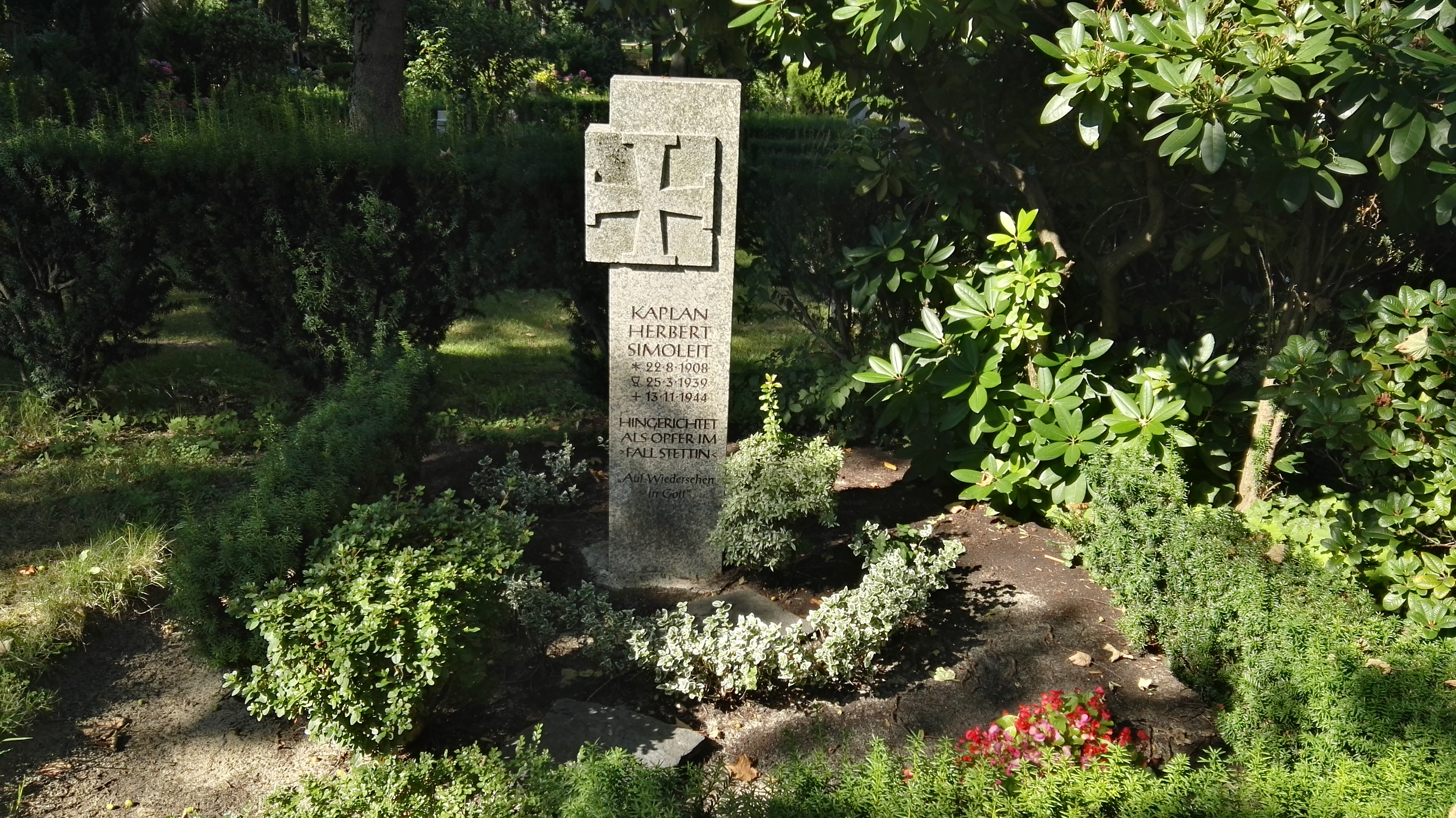
Denkmal auf dem Domfriedhof in Reinickendorf

- Denkmal auf dem Domfriedhof Sankt-Hedwig in Berlin-Reinickendorf[1]
- An sein Schicksal erinnern Gedenktafeln in der Sankt-Hedwigs-Kathedrale in Berlin-Mitte
- Denkmal auf dem Südfriedhof in Halle (Saale) und bei der Heilig-Kreuz-Kirche in Halle[2]
- Die katholische Kirche hat Kaplan Herbert Simoleit im Jahr 1999 als Glaubenszeugen in das Martyrologium des 20. Jahrhunderts aufgenommen.